# Concerto pour orchestre (Higdon)
Pour les articles homonymes, voir Concerto pour orchestre.
Le Concerto pour orchestre est une œuvre concertante pour orchestre de la compositrice américaine Jennifer Higdon, écrite en 2002.

## Contexte et création
Le Concerto pour orchestre est un véritable concerto dans le sens où il requiert une grande virtuosité des principaux instrumentistes, tant dans les sections individuelles que dans l'intégration à l'orchestre.

## Structure
L'œuvre se compose de cinq mouvements ne comportant aucun titre :

## Analyse

### Premier mouvement
Le premier mouvement a été le dernier à être composé, et a été le plus long à écrire. Il fallait avoir une vision claire de ce qu'étaient les quatre autres mouvements pour commencer ce tour de force virtuose. L'introduction commence avec le carillon et les timbales, avant une rapide entrée des cordes sur une gamme octotonique. Ce mouvement prend ensuite corps avec les bois et les cuivres dans de grands accords de l'orchestre. Ce mouvement est principalement un mouvement d'ensemble, mais il présente des passages en écriture proche de la musique de chambre.

### Deuxième mouvement
Le deuxième mouvement a ensuite été écrit, en puisant dans l'inspiration donnée par l'ensemble des cordes de l'Orchestre de Philadelphie. Ce mouvement a le caractère d'un scherzo écrit dans un rythme endiablé. Le mouvement commence avec un tutti en pizzicato avant d'intégrer petit à petit le jeu à l'archet, d'abord par les solistes, ensuite par l'ensemble des cordes. Le mouvement se clôt par un vif pizzicato.

### Troisième mouvement
La composition s'est faite d'abord par le troisième mouvement, qui apporte un solo à chacun des instruments principaux. Les vents sont d'abord mis en avant, suivi, après un tutti d'orchestre, par les cordes et enfin par les cuivres. Chaque solo a son propre matériel musical, parfois réutilisé dans les sections d'ensemble du mouvement.

### Quatrième mouvement
Le troisième mouvement à avoir été écrit est le quatrième du Concerto, qui est un hymne au rythme et met en avant les percussions de l'orchestre. Le début de ce mouvement est pourtant le plus calme de tous, douceur que l'on n'attend en général pas des percussions. Le mouvement s'ouvre avec le vibraphone et les crotales, ouvrant la voie aux percussions à hauteur déterminée, jouées conjointement avec la harpe et le célesta. Parfois, les instrumentistes usent de percussions à hauteur indéterminée, mettant l'emphase sur le tempo du mouvement aux moments clés. L'évolution des tempi porte le mouvement d'une extrême lenteur au début du quatrième mouvement jusqu'au cinquième qui continue l'accélération jusqu'à sa fin. L'accélération de ces tempi se fait à des moments spécifiques.

### Cinquième mouvement
Le cinquième mouvement, qui débute par l'entrée des violons, met en lumière l'entièreté de l'orchestre, et repose sur un ostinato rythmique des percussions, qui provient du mouvement précédent. Les différents pupitres de l'orchestre conversent musicalement, en même temps que le tempo augmente.

## Discographie
- Duo Duel/Concerto for Orchestra, Svet Stoyanov et Matthew Strauss (percussions), Houston Symphony, Robert Spano (dir.), Naxos, 2023, 8.559913